# Elisabeth Guttenberger
Elisabeth Guttenberger, geborene Schneck (* 6. Februar 1926 in Stuttgart; † 25. März 2024), war eine deutsche Sintiza und Überlebende des Porajmos. Im ersten Auschwitzprozess in Deutschland (1963 bis 1965) sagte sie über das Zigeunerlager Auschwitz aus. Ihr Bericht ist eine häufig genutzte Quelle für dieses Lager.

## Leben
Wie ihre zwischen 1925 und 1930 zur Welt gekommenen Geschwister wurde sie in Stuttgart geboren, wo sie zusammen mit ihren Eltern bis 1936 lebte. Ihr Vater handelte mit Antiquitäten und Streichinstrumenten. Die Familie wohnte in der Stöckachstraße 28. Elisabeth Schneck besuchte die Grund- und Hauptschule Ostheim. Eine Lehrerin, eine ehemalige Reichstagsabgeordnete und Gegnerin des NS-Regimes, ermöglichte ihr den Volksschulabschluss.
Ab Februar 1943 begann im Altreich aufgrund des Auschwitz-Erlasses die Deportation der verbliebenen Roma ins KZ Auschwitz. Elisabeth Guttenberger wurde am 8. März 1943 in München zusammen mit ihren Geschwistern, Eltern und Großeltern verhaftet und am 16. März nach Auschwitz deportiert, dort erhielt sie die Häftlingsnummer Z 3991. Opfer der gleichen Deportation waren auch Hugo und Hermann Höllenreiner. Unter den Häftlingsnummern Z 3988 bis Z 3992 ist im Hauptbuch für Frauen des Zigeunerlagers Guttenbergers Familie verzeichnet. Für die Großmutter ist der 29. April 1944, für die Mutter der 9. Oktober 1943, für die 1927 geborene Schwester der 27. September 1943 als Todesdatum vermerkt. Z 3990 ist ihre dreijährige Nichte, auch sie überlebte das Lager nicht. Die Männer der Familie sind unter Z 3542 bis 3543 im Hauptbuch der Männer verzeichnet, das anders als bei den Frauen angegebene Eingangsdatum ins Lager ist der 16. März 1943. Ihre Brüder und ihre ältere Schwester verhungerten ebenfalls im Lager. Eine Tante wurde im Zuge der Liquidierung des Lagers mit Gas ermordet.
Zunächst musste sie Zwangsarbeit beim Bau der Lagerstraße leisten. Ab September 1943 arbeitete sie als Häftlingsschreiberin. Sie musste Überträge von Transportlisten und Nachträge von Todesdaten in das Hauptbuch für Männer des Zigeunerlagers vornehmen. Wenige Tage nachdem sie mit dieser Aufgabe begonnen hatte, musste sie den Tod ihres Vaters eintragen. Im Juli 1944 erfuhr sie durch den Rapportführer Ludwig Pach (* 1906; † ?) von der geplanten Vergasung der Häftlinge des Zigeunerlagers. Sie wurde zusammen mit ca. 2000 arbeitsfähigen „Zigeunern“ am 15. Juli 1944 in Quarantäne genommen und am 1. August 1944 gemeinsam mit diesen in das KZ Ravensbrück und anschließend in das Flossenbürger Außenlager in Graslitz verlegt. Das Außenlager Graslitz wurde ab dem 7. August 1944 mit Häftlingen aus Ravensbrück aufgebaut. Ihre Häftlingsnummer in Graslitz ist 51750. Die Häftlinge in Graslitz wurden als Zwangsarbeiter für feinmechanische Montagearbeiten der Luftfahrtgerätewerk Hakenfelde GmbH (LGW), eines Siemens-Tochterunternehmens, eingesetzt. Das Außenlager Graslitz wurde ab 15. April 1945 durch einen Marsch Richtung Marienbad geräumt, auf diesem wurden Häftlinge erschossen. Amerikanische Truppen befreiten die Überlebenden Ende April.
Lily van Angeren-Franz, ebenfalls Häftlingsschreiberin des Zigeunerlagers Auschwitz, wurde ebenfalls über das KZ Ravensbrück nach Graslitz deportiert.
Nach Kriegsende sagte Guttenberger insbesondere zu den Angeklagten Wilhelm Boger und Franz Johann Hofmann beim ersten Auschwitzprozess aus. Die Aussagen sind allerdings keine persönlichen Aussagen bei der Verhandlung, sondern im Gericht wurden drei Aussagen verlesen: eine, die sie vor einer Sonderkommission am 10. März 1959 machte, eine weitere vor dem Untersuchungsrichter Heinz Düx vom 3. Dezember 1963 in Sachen gegen Albrecht und andere sowie ihre Aussage vor dem Amtsgericht Pforzheim vom 2. Februar 1965. Grund für ihr Nichterscheinen war ihr Gesundheitszustand.
Das Gericht wertete die Aussage gegen Hofmann als nicht ausreichend für eine Verurteilung:

„Die Zeugin Gut. kennt den Angeklagten Hofmann von der Zeit ihrer Inhaftierung im Zigeunerlager in Birkenau. Sie hat in ihrer Vernehmung vom 2. Februar 1965, die am 11. Februar 1965 verlesen worden ist, geschildert, dass sie den Angeklagten einige Male als Aufsichtsführenden erlebt habe, wenn Plagge und Palitzsch mit Gefangenen so brutal „Sport“ machten, dass viele von ihnen blutüberströmt liegen geblieben seien. In einer am 3. Dezember 1963 in dem Verfahren gegen Albrecht u. a. (4 Js 1031/61 der StA Ffm.) durchgeführten richterlichen Vernehmung sagte sie dazu, viele Gefangene seien dabei infolge Erschöpfung liegen geblieben. Die Zeugin weist im übrigen darauf hin, dass sie infolge der Leiden der Lagerzeit erkrankt sei und Erinnerungsschwierigkeiten habe. Bestehen hiernach bereits Zweifel, ob man der einen oder der anderen ihrer Schilderungen folgen soll, so reicht die weitere Bekundung der Zeugin, sie habe vom Hörensagen erfahren, dass manche dieser geschundenen Häftlingen im Häftlingskrankenbau verstorben seien, jedenfalls nicht aus, den Angeklagten der ihm zur Last gelegten weiteren Mordtaten sicher zu überführen.“

Als Zeitzeugin hielt sie mehrere Reden. Unter anderem auf der Gedenkveranstaltung im Berliner Reichstag zum 50. Jahrestag des „Auschwitz-Erlasses“ 1992 erzählte sie aus ihrem Leben. 1997 hielt sie eine Rede zur Eröffnung des Dokumentations- und Kulturzentrum Deutscher Sinti und Roma. Am 2. August 2014, dem 70. Jahrestag der „Liquidation des Zigeunerlagers“ in Auschwitz-Birkenau, wurde Guttenbergs Bericht auf einer Veranstaltung der Stiftung Denkmal für die ermordeten Juden Europas und des Vereins Roma Trial e. V. in einer Gedenkstunde am Denkmal für die im Nationalsozialismus ermordeten Sinti und Roma Europas von der Schriftstellerin Olga Grjasnowa vorgelesen.

## Rezeption und Ehrungen
Seit März 2008 erinnern sechs Stolpersteine vor dem ehemaligen Wohnhaus in Stuttgart an sechs ihrer Angehörigen. Bei der Verlegung waren Schüler und Lehrer der Ostheimer Grund- und Hauptschule zugegen, die auch Elisabeth Guttenberger besucht hatte. Eine Geschichts-AG an der Schule gewann 2008 mit einem Projekt zur Familie Schneck/Guttenberger den Alfred-Hausser-Preis der VVN-BdA. Elisabeth Guttenberger, die ihre Grundschule mehrfach besuchte, war bei der Preisverleihung anwesend.

## Autobiographische Berichte
Unter dem Titel „Das Zigeunerlager“ existiert in mehreren Dokumentationen über Auschwitz ein Text in mehreren Varianten. So in:
- Hans Günther Adler (mit Hermann Langbein und Ella Lingens-Reiner): Auschwitz. Zeugnisse und Berichte. EVA, Frankfurt am Main 1962, S. 159–162. Der Text beruht auf einem Beitrag des WDR in dem Elisabeth Guttenberger berichtete, sie gab den Text für das Buch frei.[22]
- Anita Geigges, Bernhard W. Wette (1979): Zigeuner heute. Verfolgung und Diskriminierung in der BRD. Eine Anklageschrift. 1. Aufl. Bornheim. Merten: Lamuv. S. 248–253 Quellenangabe: Adler 1962.
- Staatliches Museum Auschwitz-Birkenau in Zusammenarbeit mit dem Dokumentations- und Kulturzentrum Deutscher Sinti und Roma Heidelberg: Gedenkbuch: Die Sinti und Roma im Konzentrationslager Auschwitz Birkenau. Saur, München/London/New York/Paris 1993, ISBN 3-598-11162-2. (Dreisprachig: Polnisch, Englisch, Deutsch), keine Quellenangabe, Auslassungszeichen.
- Gottfried Kößler (Hrsg.): Die Gegenwart von Auschwitz Materialheft zur Plakatmappe. Pädagogische Materialien Nr. 2. Überarbeitete Neuausgabe. Frankfurt am Main 2003. Gekürzte Fassung online auf fritz-bauer-institut.de
- Sinti and Roma – memories (Auszug) auf der Website der Gedenkstätte Auschwitz auschwitz.org

Neben diesem Bericht sind auch ihre Aussagen im Zuge der NS-Prozesse teilweise zugänglich.
- Foto und Bericht über ihre Schulzeit